# Aldaz (Larráun)
Aldaz (Aldatz en euskera y de forma oficial) es una localidad española y un concejo de la Comunidad Foral de Navarra perteneciente al municipio de Larraún. 
Está situado en la Merindad de Pamplona, en la comarca de Norte de Aralar, en el valle de Larraún y a 33 km de la capital de la comunidad, Pamplona. Tiene una población de 130 habitantes (INE 2014), una superficie de 8,4 km² y una densidad de población de 15,48 hab/km².

## Geografía física

### Situación
La localidad de Aldaz está situada en la parte nordeste del municipio de Larraún. Su término concejil tiene una superficie de 8,4 km² y limita al norte con monte Arrizubi; al este con el municipio de Basaburúa Mayor; al sur con el concejo de Arruiz y al oeste con el de Echarri.
|                | Norte: monte Arrizubi |                                    |
| Oeste: Echarri |                       | Este: municipio de Basaburúa Mayor |
|                | Sur: Arruiz           |                                    |

## Demografía

### Evolución de la población
| Gráfica de evolución demográfica de Aldaz entre 2000 y 2010 |
|                                                             |
| Datos según el nomenclátor publicado por el INE.            |